# Мар-Мак (Північна Кароліна)
Мар-Мак (англ. Mar-Mac) — переписна місцевість (CDP) в США, в окрузі Вейн штату Північна Кароліна. Населення — 3184 особи (2020).

## Географія
Мар-Мак розташований за координатами 35°19′51″ пн. ш. 78°3′25″ зх. д. / 35.33083° пн. ш. 78.05694° зх. д. (35.330785, -78.056989).  За даними Бюро перепису населення США в 2010 році переписна місцевість мала площу 11,85 км², з яких 11,78 км² — суходіл та 0,07 км² — водойми.

## Демографія
Згідно з переписом 2010 року, у переписній місцевості мешкало 3615 осіб у 1456 домогосподарствах у складі 998 родин. Густота населення становила 305 осіб/км².  Було 1581 помешкання (133/км²).
Расовий склад населення:
| - 56,9 % — білих - 29,7 % — чорних або афроамериканців - 1,2 % — азіатів - 0,3 % — корінних американців - 9,7 % — осіб інших рас |

До двох чи більше рас належало 2,3 %. Частка іспаномовних становила 13,7 % від усіх жителів.
За віковим діапазоном населення розподілялося таким чином: 24,0 % — особи молодші 18 років, 62,4 % — особи у віці 18—64 років, 13,6 % — особи у віці 65 років та старші. Медіана віку мешканця становила 37,5 року. На 100 осіб жіночої статі у переписній місцевості припадало 93,2 чоловіків;  на 100 жінок у віці від 18 років та старших — 90,9 чоловіків також старших 18 років.
Середній дохід на одне домашнє господарство  становив 43 082 долари США (медіана — 34 945), а середній дохід на одну сім'ю — 47 338 доларів (медіана — 40 217). За межею бідності перебувало 29,9 % осіб, у тому числі 47,9 % дітей у віці до 18 років та 10,9 % осіб у віці 65 років та старших.
Цивільне працевлаштоване населення становило 1564 особи. Основні галузі зайнятості: виробництво — 22,7 %, освіта, охорона здоров'я та соціальна допомога — 13,8 %, мистецтво, розваги та відпочинок — 13,7 %.